# Medalistki mistrzostw Polski seniorów w biegu na 250 metrów
Medalistki mistrzostw Polski seniorów w biegu na 250 metrów – zdobywczynie medali seniorskich mistrzostw Polski w konkurencji biegu na 250 metrów.
Mistrzostwa Polski w rzadko obecnie rozgrywanym biegu na 250 metrów kobiet odbyły się tylko trzykrotnie, w latach 1924–1926. W tych latach nie rozgrywano mistrzostw w biegu na 200 metrów (odbywały się zarówno przed, jak i po tym trzyletnim okresie).
Po dwa medale mistrzostw Polski zdobyły Wiera Czajkowska, Irena Nowacka i Helena Woynarowska, przy czym Czajkowska dwa złote. Do niej należy również rekord mistrzostw Polski seniorów, który wynosi 37,0 i pochodzi z mistrzostw w 1926 w Warszawie.

## Medalistki
| NR – rekord kraju \| PB – rekord życiowy \| SB – najlepszy wynik w sezonie \| NL – najlepszy wynik w polskich tabelach w sezonie |

| Mistrzostwa   | 1. miejsce                              | Rezultat | 2. miejsce                   | Rezultat | 3. miejsce                      | Rezultat |
| Warszawa 1924 | Wanda Kwaśniewska Polonia Warszawa      | 39,8     | Irena Nowacka ŁKS Łódź       | 40,5     | Maria Baran Polonia Warszawa    | 40,6     |
| Warszawa 1925 | Wiera Czajkowska Sokół-Grażyna Warszawa | 37,8     | Ludwika Gorloff AZS Warszawa | o 5 m    | Helena Woynarowska AZS Warszawa |          |
| Warszawa 1926 | Wiera Czajkowska Sokół-Grażyna Warszawa | 37,0     | Irena Nowacka ŁKS Łódź       | 37,8     | Helena Woynarowska AZS Warszawa | 38,0     |

## Klasyfikacja medalowa
W historii mistrzostw Polski seniorów na podium tej imprezy stanęło w sumie 6 sprinterek. Wiera Czajkowska wywalczyła 2 złote medale, a Irena Nowacka i Helena Woynarowska również po 2, ale innego koloru.
| Lp. | Zawodniczka        | Złoto | Srebro | Brąz | Razem |
| 1.  | Wiera Czajkowska   | 2     | 0      | 0    | 2     |
| 2.  | Wanda Kwaśniewska  | 1     | 0      | 0    | 1     |
| 3.  | Irena Nowacka      | 0     | 2      | 0    | 2     |
| 4.  | Ludwika Gorloff    | 0     | 1      | 0    | 1     |
| 5.  | Helena Woynarowska | 0     | 0      | 2    | 2     |
| 6.  | Maria Baran        | 0     | 0      | 1    | 1     |